# Famille Le Caron de Chocqueuse
La famille Le Caron de Chocqueuse (autrefois Le Caron, au XXIe siècle Chocqueuse (de))  est une famille subsistante de la noblesse française de noblesse d'extraction, originaire d'Amiens.
Sa filiation remonte en 1504 à Jean Le Caron, receveur des aides de la ville d'Amiens. Déclarée noble par arrêt de la Cour des aides en 1664 et maintenue en sa noblesse en 1704, elle a donné des échevins d'Amiens, des avocats au siège présidial d'Amiens, un conseiller d'État, des chevaliers de Saint-Louis, etc.

## Histoire
« La famille Le Caron de Chocqueuse, originaire d’Amiens, y est fort anciennement connue ; maintenue dans sa noblesse en 1704, elle a fourni plusieurs échevins d’Amiens, des magistrats au présidial, un conseiller d’état, des chevaliers de Saint-Louis. La filiation commence à Jean Le Caron qui vivait en 1510 ». Ce dernier, seigneur de Bouillancourt-sous-Miannay (Moyenneville et Selincourt, receveur des aides de la ville d'Amiens, est mentionné en 1504 et marié à Marie Bertin.

## Noblesse
La famille Le Caron a été déclarée noble par arrêt de la cour des aides du 4 mars 1664 comme issue d'un receveur des aides de la ville d'Amiens.
Elle a été maintenue dans sa noblesse d'ancienne extraction, par jugement de M. Bignon, intendant de Picardie, le 15 janvier 1704 pour la branche des sieurs de Chocqueuse, de Marieux et de Varennes et la branche des seigneurs de Louvencourt et le 23 février 1704 pour la branche des seigneurs de la Mothe et d'Hauteville,.

## Seigneuries et fiefs
En 1670, François des Essarts de Lignières vend la seigneurie de Choqueuse à Jean-Baptiste Le Caron, écuyer, sieur d'Ambreville, conseiller du roi et magistrat au bailliage et siège présidial d'Amiens.
À travers ses différentes branches La famille Le Caron a possédé les seigneuries et fiefs de Chocqueuse, Les Bénards, Bouillancourt-sous-Miannay, Embreville, Selincourt, Louvencourt,Varennes-en-Croix, Marieux, Fontaine, Ardeville, La Mothe, Hurtevent, Boyart, La Carrière de la Fontaine, La Boissière, Fresnes etc.,.

## Armes

Blason de la famille Le Caron.

Les armes de la famille sont D'argent au chevron de gueules accompagné en pointe d'un trèfle de sinople.
Les armes de Marie Caterine le Caron, d'Antoine le Caron, écuyer, seigneur de Choqueuse, de Marius et d'Ambreville, conseiller au présidial d'Amiens et de Jean Baptiste le Caron, seigneur de Choqueuse et de Marieu, conseiller vétéran au bailliage présidial d'Amiens sont enregistrées dans l'Armorial général de France (Armorial d'Hozier de 1696),,.

## Filiation
Au XXIe siècle, le nom usuel de la famille est « Chocqueuse (de) ».

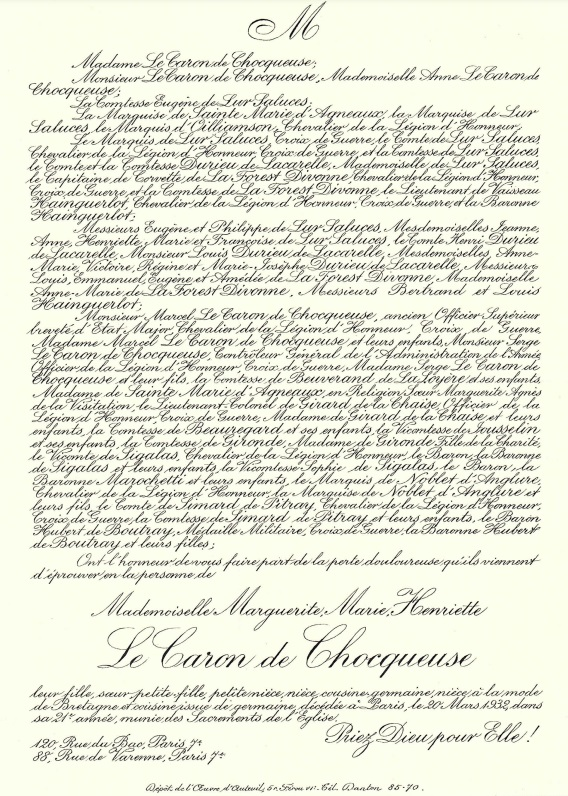
Faire-part de décès de Marguerite Marie Henriette Le Caron de Chocqueuse en 1932.

La filiation est connue par les ouvrages d'André Borel d'Hauterive et d'Henri Jougla de Morenas,, puis par les actes d'état civil.
Les premiers seigneurs sont Jean Le Caron ( -1528), Jean Le Caron, Guillaume Le Caron, Jean Le Caron, François Le Caron ( -1641), Jean-Baptiste Le Caron, Antoine Le Caron de Chocqueuse (1661- ), Jean-Baptiste Le Caron de Chocqueuse (1686-1727) et la suite :
- Jean-Baptiste Le Caron (1686-1727), chevalier, seigneur de Marieux, Chocqueuse, etc. Le 22 janvier 1719 à Amiens, il épouse Marie Thérèse Morel.
  - (1727-1799) Antoine Le Caron de Chocqueuse (1721-1799), chevalier, seigneur de Chocqueuse, les Besnards, Marieux, Fresnes, la Boissière, etc., échevin d'Amiens (1781-1784) puis maire d'Amiens (1785-1788)[10]. Le 9 septembre 1761 à Montdidier (Somme), il épouse Marie Louise Juliette Cavé d'Haudicourt[11].
    - (1799-1849) Jean Baptiste Augustin Louis Le Caron de Chocqueuse (1766-1849).
    - (1849-1855) Antoine Marie Pierre Le Caron de Chocqueuse (1773-1855), maire de Marieux, conseiller général de La Somme. En 1802, il épouse Pauline du Crocquet de Guyencourt.
      - (1855-1877) Antoine Jean Baptiste Augustin Le Caron de Chocqueuse (1804-1877), maire de Marieux. En 1834, il épouse Augustine d'Hanmer-Claybrooke.
        - (1877-1911) Antoine Marie Edouard Le Caron de Chocqueuse (1835-1911). Il meurt sans descendance.
        - Paul Le Caron de Chocqueuse (1839-1909), mort avant succession. En 1867, il épouse Marguerite Gigault de Bellefonds.
          - (1911-1914) Charles Marie Antoine Le Caron de Chocqueuse (1870-1914) épouse le 23 octobre 1906 à Paris, Guillemette le Vaillant du Douët de Graville. Veuf, il épouse en secondes noces le 3 août 1910 à Paris, Henriette de Lur-Saluces[1]. Il meurt le 10 novembre 1914, tué en Belgique pendant la Première Guerre mondiale.
            - (1914-1978) Antoine Marie Laurent Edouard Le Caron de Chocqueuse (1907-1978)[12], maire de Cavigny de 1947 à sa mort, conseiller général indépendant du canton de Saint-Jean-de-Daye de 1950 à sa mort[13]. Nommé chevalier dans l'ordre national du Mérite, il est promu officier dans l'ordre en 1975 et nommé au grade de chevalier dans l'ordre national de la Légion d'honneur en 1976. Il épouse Madeleine Arnaulde Marie Denise Symone Huchet de La Bédoyère[14] (1911-2007)[15]. Dont descendance.
            - Marguerite Marie Henriette Le Caron de Chocqueuse (1912-1932)[16].

        - Marie Guillaume Le Caron de Chocqueuse (1842-1910) épouse Joséphine Dessirier.
          - Marie Marcel Hervé Le Caron de Chocqueuse (1878-1942), ancien élève de l'École supérieure de guerre, officier d'infanterie, officier de l'ordre national de la Légion d'honneur, croix de guerre 1914-1918[17],[18]. Le 5 août 1905 à Paris, il épouse Carmen Marie Alice de Roucy (1884-1948)[19],[20].
            - Hervé Serge Marie Raynald Le Caron de Chocqueuse (1882-1965), ancien élève de l'école spéciale militaire de Saint-Cyr de la promotion « Centenaire de la Légion d'honneur » (1901-1903). Le 13 juillet 1918, il est nommé au grade de contrôleur adjoint à la mission de contrôle du ministère de la Guerre[21],[22]. Il termine sa carrière au poste de contrôleur général de l’Armée de 2e classe[23].  Le 9 juillet 1908 il épouse Marie de Villeneuve (1888-1966)[24]. Dont descendance.

## Alliances
Les principales alliances de la famille Le Caron de Chocqueuse sont : Bertin, Le Boullanger, Picart (1572), de Sacquespée (1599), Morgan (1639), Berthe (1659), Lucas (1685), Morel (1719), Cavé d'Haudicourt (1761), du Crocquet de Guyencourt (1802), d'Hanmer-Claybrooke (1834). Gigault de Bellefonds (1867), Le Vaillant du Douët de Graville (1906), de Lur-Saluces (1910), Dessirier (1877), de Roucy (1905), de Villeneuve-Esclapon ((1908), Huchet de La Bédoyère (1934) etc.

## Possessions
La famille a possédé plusieurs châteaux :
- le château-ferme de Chocqueuse[25] ;
- l'hôtel de la famille à Amiens (à l'emplacement occupé plus tard par le magasin « Les Nouvelles Galeries »)[26] ;
- le château de la Mare à Cavigny (Manche), propriété de la famille depuis 1822 ;
- le château Champenois de Marac.

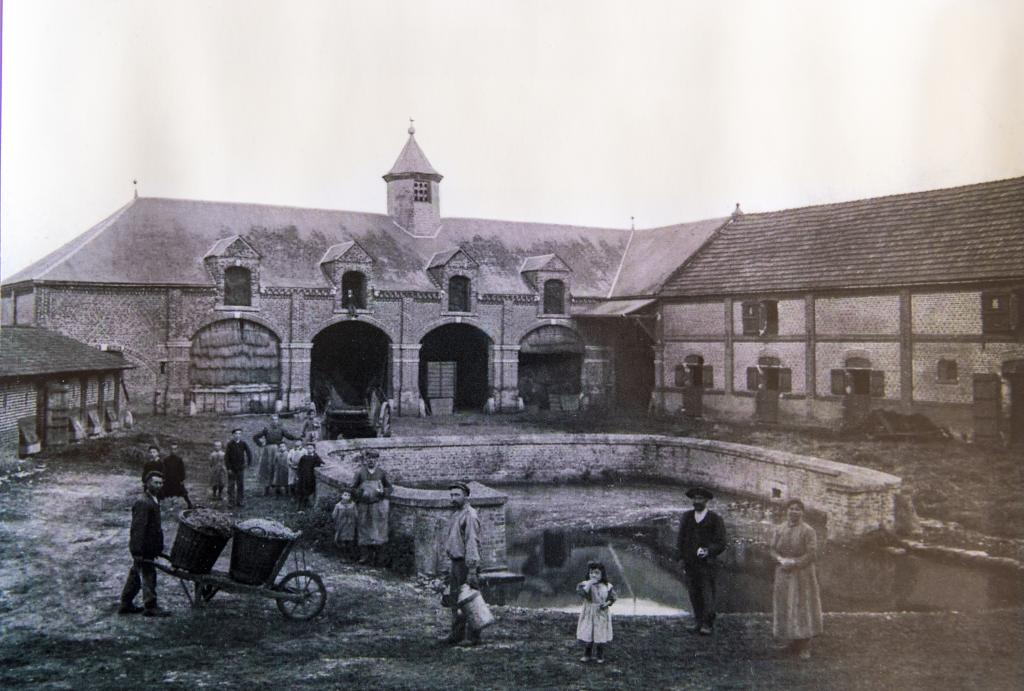
Château-ferme de Chocqueuse, vue de la cour de ferme.
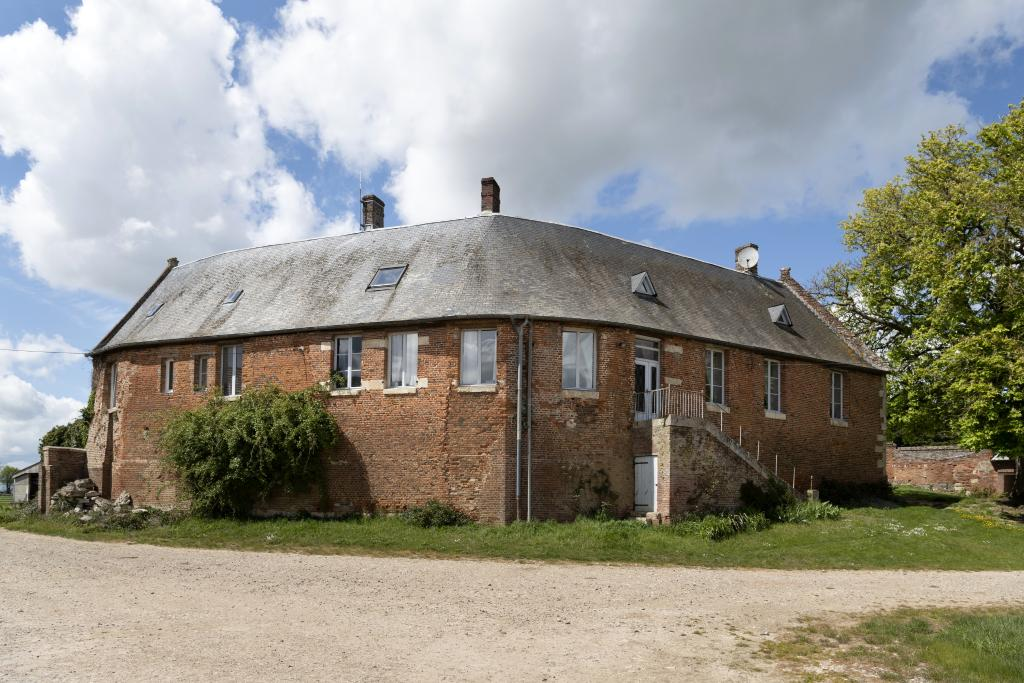
Château-ferme de Chocqueuse, logis reprenant la forme de l'ancien chemin de ronde de la forteresse médiévale, vue depuis le sud-est.
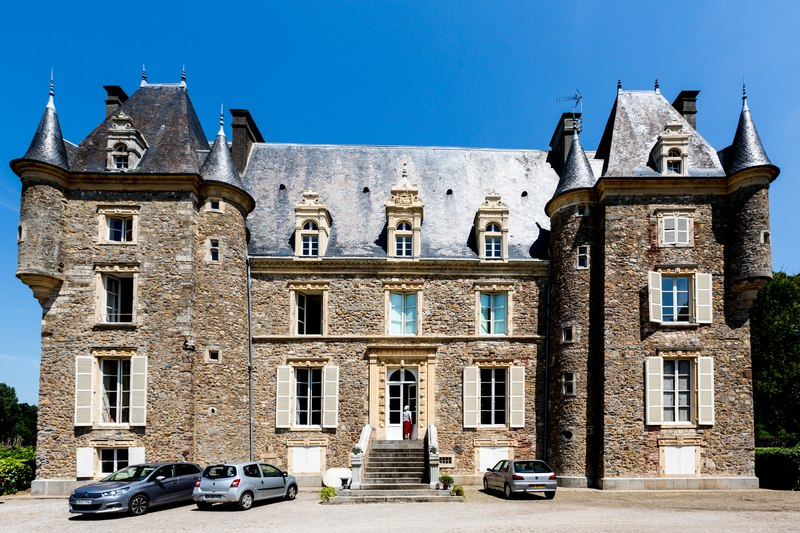
Château de la Mare à Cavigny.
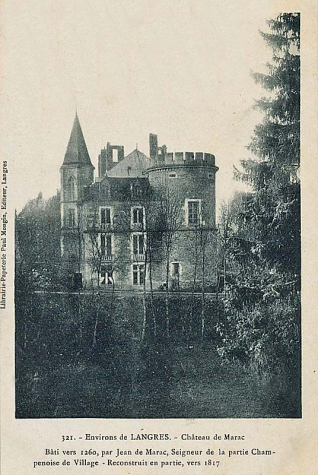
Le château Champenois de Marac, situé dans la ville du même nom

## Membres

### Charles Marie Antoine Le Caron de Chocqueuse (1870-1914)
Charles Marie Antoine Le Caron de Chocqueuse naît le 1er août 1870 à Montreuil-sur-Lozon (Manche). Élève de l'école spéciale militaire de Saint-Cyr de la promotion « Cronstadt » (1890-1892), il atteint le grade de capitaine au 80e régiment d'infanterie territoriale. Le 23 octobre 1906 à Paris, il épouse Guillemette Le Vaillant du Douët de Graville (1884-1907). De ce mariage, naît Antoine Marie Laurent Édouard Le Caron de Chocqueuse (1907-1978) qui épouse le 8 mai 1934 à Raray, Symone Huchet de La Bédoyère (1911-2007) dont quatre filles et deux garçons (Charles sans descendance et Édouard, marié à Bénédicte de Mathan dont une fille et un garçon Charles Antoine). Veuf, il épouse en secondes noces le 2 août 1910 à Paris 7e, Henriette de Lur-Saluces (1883-1963) dont deux filles, sans descendance. Il meurt lors de la Première Guerre mondiale à Bikschote en Belgique le 10 novembre 1914. Il est décoré de l'ordre national de la Légion d'honneur à titre posthume, et titulaire de la croix de guerre 1914-1918 avec palme et de la médaille commémorative du Maroc. Son nom figure  sur plusieurs monuments aux morts (Cavigny, Choqueuse-les-Bénards, Marieux) et sur de nombreuses plaques commémoratives (le carrousel de plaques à Paris VIIe, église de Choqueuse-les-Bénards, église de Marieux, église de Choqueuse-les-Bénards, église Saint-François-Xavier à Paris VIIe, ainsi que sur les Plaques commémoratives pour les 20 arrondissements de Paris). Sa mort au combat lui vaut d'être reconnu Mort pour la France et la citation : « Est tombé mortellement frappé, le 10 novembre 1914, comme il chargeait bravement à la tête de son bataillon. A été cité. »,.

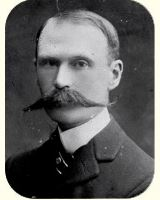
Charles Le Caron de Chocqueuse.
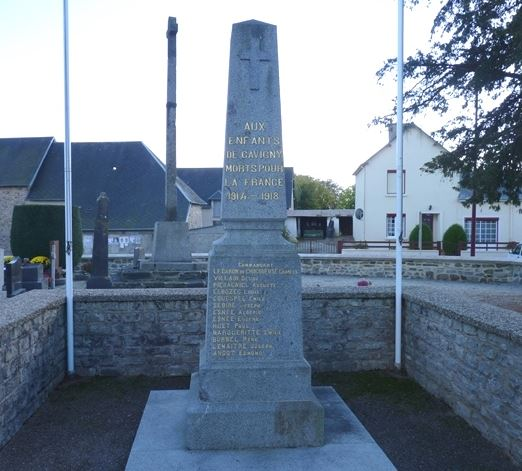
Monument aux morts de Cavigny.
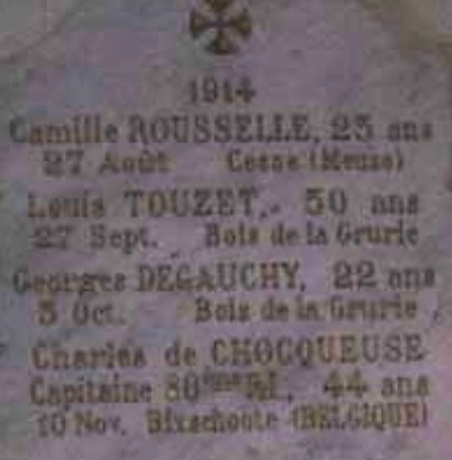
Plaque dans l'église Saint-Léger de Marieux.

### Marie Marcel Hervé Le Caron de Chocqueuse (1878-1942)
Lieutenant-colonel, entré à l’École spéciale militaire en 1897, Marie Marcel Hervé Le Caron de Chocqueuse devient lieutenant au sein du 54e régiment d’infanterie en octobre 1901. Ancien élève de l'École supérieure de guerre de 1908 à 1910, il est nommé capitaine en septembre 1912. Dès le début de la Première Guerre mondiale, il devient un des collaborateurs du général Charles Mangin. Il participe à la bataille de la Marne en 1914, puis à celle du Chemin des Dames en 1917. Il est cité à l’ordre du 6e corps d’armée en avril 1918. En 1919, il est adjoint au directeur des transports au ministère des régions libérées. Il est admis à la retraite en 1925.

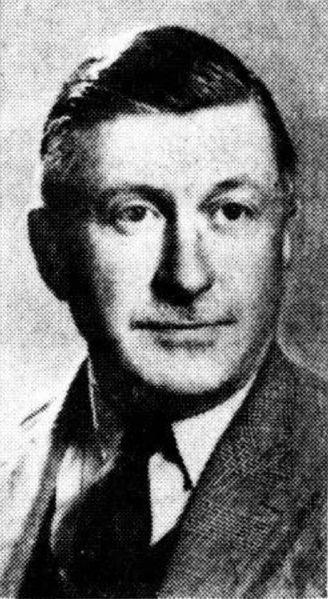
Antoine Le Caron de Chocqueuse.

### Antoine Marie Laurent Édouard Le Caron de Chocqueuse (1907-1978)
Antoine Marie Laurent Édouard Le Caron de Chocqueuse est maire de Cavigny de 1947 à 1978 et conseiller général indépendant du canton de Saint-Jean-de-Daye de 1950 à 1978. Il est président de l'office départemental de la Jeunesse et des sports, officier de l'ordre du Mérite agricole en 1975, nommé au grade de chevalier dans l'ordre national de la Légion d'honneur en 1976. Une course hippique disputée chaque année sur l'hippodrome de Graignes perpétue sa mémoire,.

### François Joseph Gaston Le Caron de Chocqueuse (1907-1997)
François Joseph Gaston Le Caron de Chocqueuse commence sa carrière au sein de la Marine nationale en tant qu'élève-commissaire le 15 octobre 1928. Commissaire de 3e classe le 15 octobre 1929, puis commissaire de 2e classe le 15 octobre 1930, il est commissaire de 1re classe le 15 octobre 1933. En janvier 1937, il est en poste à Toulon. Il accède au grade de commissaire principal le 15 mars 1943 et commissaire en chef de 2e classe le 1er février 1949, puis commissaire en chef de 1re classe le 1er avril 1953. Il est chef du 3e secteur social au commandement de la Marine à Paris en 1954, et chef du service des subsistances à la direction du Commissariat de la Marine à Brest en 1955. En 1959, il est placé hors-cadre. En 1962, il atteint le grade de commissaire en chef de 1re classe de réserve. Il est nommé au grade de chevalier dans l'ordre national de la Légion d'honneur puis promu au grade d'officier dans l'ordre.

## Pour approfondir